# Rickey Dixon
Rickey Dixon (Dallas, 26 dicembre 1966 – DeSoto, 1º agosto 2020) è stato un giocatore di football americano statunitense che ha giocato nel ruolo di cornerback nella National Football League. Al college giocò a football a Oklahoma.

## Carriera professionistica
Gruber fu scelto come quinto assoluto nel Draft NFL 1988 dai Cincinnati Bengals. Mise a segno un intercetto nella sua prima stagione ma in seguito fu relegato negli special team. Scese in campo nel Super Bowl XXIII dove la sua squadra perse coi San Francisco 49ers. Scambiato coi Los Angeles Raiders prima della stagione 1993, si ritirò a fine anno.
Dixon è morto a 53 anni nell'estate del 2020, per le complicazioni della SLA.

## Palmarès

### Franchigia
- American Football Conference Championship: 1

Cincinnati Bengals: 1988

### Individuale
- Jim Thorpe Award - 1987

## Statistiche
| Partite    | 81 |
| Intercetti | 6  |